# 라디오 중심 김승채입니다
《라디오 중심 김승채입니다》는 KBS 1라디오에서 방송했던 주말 시사정보 프로그램이다.

## 진행자
- 김승채 교수(남)

| KBS 1라디오 주말 프로그램            |                                                            |                          |
| 이전                                 | KBS 제1라디오 정오종합뉴스 라디오 중심 김승채입니다 (주말) | 다음                     |
| 경제세미나 (토) 명사들의 책읽기 (일) | KBS 제1라디오 정오종합뉴스 라디오 중심 김승채입니다 (주말) | 현대원의 성공지도 (주말) |
|                                      |                                                            |                          |
|                                      |                                                            |                          |